# Internet Explorer
|  | «Explorer» redirigeix aquí. Vegeu-ne altres significats a «Explorer (desambiguació)». |

Windows Internet Explorer (anteriorment anomenat Microsoft Internet Explorer), conegut comunament com a IE, és un navegador web desenvolupat per Microsoft per al sistema operatiu Microsoft Windows des de 1995. Ha estat el navegador web més utilitzat a Internet des de 1999 fins a l'actualitat, amb un pic màxim de quota d'utilització del 95% entre el 2002 i 2003 en les seves versions 5 i 6. No obstant això, aquesta quota de mercat ha disminuït gradualment amb els anys a causa d'una renovada competència per part d'altres navegadors, situant-se aproximadament entre el 44% i 64%, depenent de la font de mesura global.
Les seves versions més recents són la 9.0 i la 10.0: la primera està disponible gratuïtament com a actualització per Windows Vista i Windows Server 2008, a més, ve de forma nativa en els més recents sistemes operatius de Microsoft, Windows 7 i Windows Server 2008 R2. D'altra banda, l'Internet Explorer 10 es troba disponible amb el nou sistema operatiu Windows 8 i pròximament estarà disponible per a Windows 7.
També s'han produït compilacions d'Internet Explorer (algunes actualment descontinuades) per a altres sistemes operatius, incloent-hi Internet Explorer Mobile (Windows CE i Windows Mobile), Internet Explorer per a Mac (Mac OS 01/07 a 10) i Internet Explorer per a UNIX (Solaris i HP-UX).

## Història
El projecte d'Internet Explorer es va iniciar l'estiu de 1994 per Thomas Reardon i, posteriorment, dirigit per Benjamin Slivka, aprofitant el codi font de Spyglass, Inc Mosaic, un dels primers navegadors web comercials amb vincles formals amb el navegador pioner NCSA Mosaic. A la fi de 1994, Microsoft s'acull al llicenciament de Spyglass Mosaic per al seu ulterior desenvolupament, mitjançant un pagament trimestral més un percentatge dels ingressos produïts pels guanys que rebés del programari. Encara que amb un nom similar al NCSA Mosaic, Spyglass Mosaic utilitzar el codi font de NCSA Mosaic només amb moderació.
L'Internet Explorer va ser llançat per primera vegada per al seu establiment com un complement de Microsoft Plus! per Windows 95 l'any 1995. Posteriorment s'introduïria gratuïtament en determinades versions OEM de Windows 95, i a més es va incloure per defecte en versions posteriors de Windows. No obstant això, el fet que el sistema operatiu portés en si el navegador de franc (evitant amb això el pagament de regalies a Spyglass, Inc), va fer que poc després es traduís en una demanda i una posterior indemnització de diversos milions de dòlars.

## Característiques
Internet Explorer ha estat dissenyat per a una àmplia gamma de pàgines web i per proporcionar determinades funcions dins dels sistemes operatius, incloent-hi Windows Update. Durant l'apogeu de la guerra de navegadors, Internet Explorer va substituir Netscape quan es trobaven a favor de donar suport a les progressives característiques tecnològiques de l'època.

### Suport d'estàndards

Comparació dels motors de renderitzat.

Internet Explorer, utilitzant el motor de disseny Trident, gairebé completament, suporta HTML 4.01, CSS 1.0 i XML 1, amb petites llacunes de contingut. Suporta parcialment CSS nivell 2 i DOM Nivell 2, amb importants deficiències en el contingut i qüestions de conformitat. El suport per a CSS 2.1 és al projectat per Internet Explorer 8.
És totalment compatible amb XSLT 1.0, així com un dialecte de XSLT obsolet creat per Microsoft a què es refereix sovint com WD-XSL. Està projectat suport per XSLT 2.0 per a versions futures d'Internet Explorer, blocaires de Microsoft han indicat que el desenvolupament està en marxa, però les dates no s'han anunciat.
Internet Explorer ha estat objecte de crítiques pel seu suport limitat a estàndards web oberts i un objectiu de major importància d'Internet Explorer 8, és millorar el suport en aquestes normes.

### Normes d'extensions

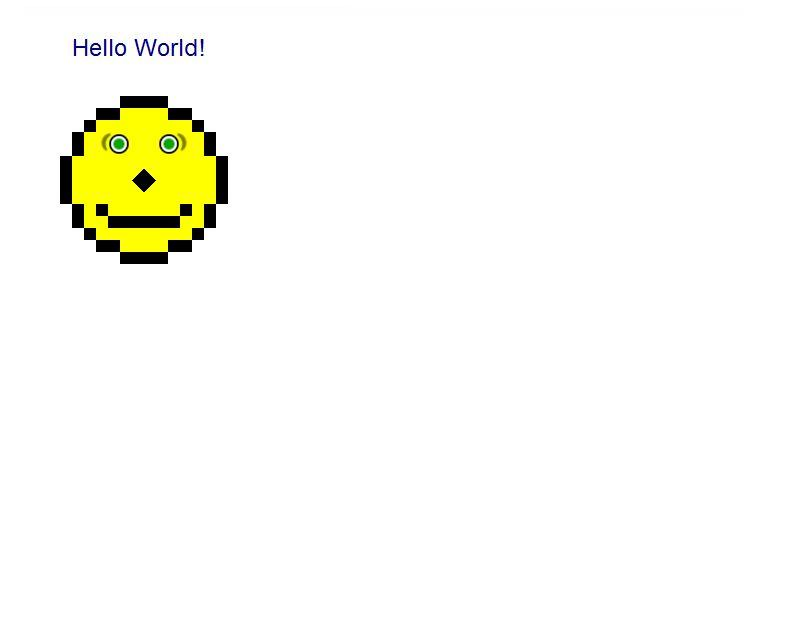
Resultat de la prova Acid2 que revisa la conformitat amb la normativa estàndard CSS2 a Internet Explorer 8.

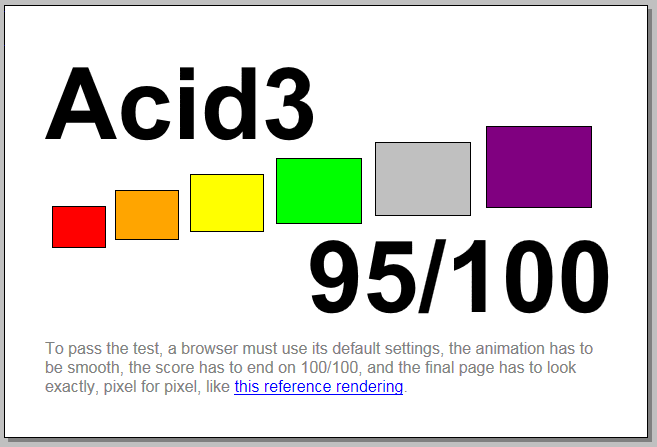
Acid3 en la versió preliminar d'Internet Explorer 9. Acid3 prova la compatibilitat amb els llenguatges Document Object Model (DOM) i JavaScript, a més de CSS3 i SVG 2.0 (tot i que aquests últims no són encara estàndards).

Internet Explorer ha introduït una sèrie d'extensions propietàries de moltes de les normes estàndard, incloent-hi HTML, CSS i DOM. Això ha donat lloc a una sèrie de pàgines web que només es poden veure correctament amb Internet Explorer.
Internet Explorer ha introduït una sèrie de pròrrogues a JavaScript que han estat adoptades per altres navegadors. Aquestes inclouen innerHTML, que retorna la cadena d'HTML dins d'un element, l'XML HTTP Request, que permet l'enviament de la petició HTTP i la recepció de la resposta HTTP. Algunes d'aquestes funcionalitats no són possibles fins a la introducció dels mètodes de DOM induïts per W3C.
Altres normes que preveu Microsoft són: suport vertical de text, però en una sintaxi diferent a la recomanació de la W3C; suport per a una varietat d'efectes d'imatge i suport al codi de seqüència de comandes, en particular JScript Encode. També es preveu soport a la incrustació de tipus de lletra EOT en pàgines web.

### Usabilitat i accessibilitat
Internet Explorer fa ús de l'accessibilitat que preveu Windows. Internet Explorer també és una interfície d'usuari d'FTP, amb operacions similars a les de l'Explorador de Windows (encara que aquesta característica requereix una finestra que s'obre en les últimes versions del navegador, en lloc de forma nativa al navegador). Les versions recents bloquegen les finestres emergents i inclouen navegació per pestanyes. La navegació amb pestanyes també pot ser afegida a les versions anteriors mitjançant la instal·lació de les diferents barres d'eines, proporcionades pels principals motors de cerca a internet.

### Caché
Internet Explorer guarda arxius temporals d'Internet per a permetre un accés més ràpid (o l'accés fora de línia) a pàgines visitades anteriorment. El contingut està indexat en un arxiu de base de dades, conegut com index.dat. Els arxius múltiples que hi ha són diferents índexs de contingut, contingut visitat, RSS, emplenament automàtic, pàgines web visitades, les galetes, etc.
Abans d'IE7, la neteja de la memòria cau s'utilitzava per esborrar l'índex, però els arxius no eren eliminats. Aquesta característica era un risc potencial per a la seguretat tant per als individus com per a les empreses. A partir d'Internet Explorer 7, tant l'índex d'entrades dels arxius com ells mateixos s'eliminen de la memòria cau quan s'esborra.

### Polítiques de grup
Internet Explorer és totalment configurable mitjançant directiva de grup. Els administradors de dominis Windows Server poden aplicar i fer complir una sèrie d'ajustos que afecten a la interfície d'usuari (per exemple, desactivar elements de menú i les opcions de configuració individual), així com les característiques de seguretat com ara la descàrrega d'arxius, la configuració de la zona, per configuració del lloc, comportament de control ActiveX, i altres. La configuració pot ser establerta per a cada usuari i per a cada màquina. Internet Explorer també suporta autenticació integrada de Windows.

## Arquitectura

Estructura de Internet Explorer 8

Internet Explorer utilitza una arquitectura d'estructura web basada en la tecnologia “Model del objectes Components” (COM en anglès). Es compon de diversos components principals, cadascun dels quals es troba en una biblioteca de vincles dinàmics (DLL en anglès) i exposa un conjunt de interfícies de programació COM allotjades per l'executable principal d'Internet Explorer, iexplore.exe
- Wininet.dll: És el manegador de protocol HTTP i FTP. S'ocupa de totes les comunicacions de red per aquests protocols.

- Urlmon.dll: És el responsable de la manipulació de continguts basats en MIME i descarrega de contingut web.

- MSHTML.dll: Té el motor de renderitzat trident, (va ser introduït en internet explorer 4). És el que s'encarrega de mostrar les pàgines en la pantalla de l'ordinador i el maneig de DOM d'aquestes pàgines, a part de la seva representació interna. També s'encarrega d'analitzar l'HTML/CSS dels arxius, exposa el conjunt de APIs per la inspecció del temps que està un programa en execució i exposa el conjunt de APIs, ja que Internet Explorer no té cap funció nativa d'aquesta seqüència de comandaments.[14]

- Shdocvw.dll: Proporciona la navegació, l'emmagatzemat local i les funcionalitats pel navegador.

- Brpwseui.dll: Es el responsable de la interfície de l'usuari en la navegació. Albergant tots el menús i barra de eines que disposa aquesta interfície.

Internet Explorer 8 presenta alguns canvis arquitectònics importants, els anomenat Loosely Coupled IE o LCIE. Aquests, separen el procés de la interfície de l'usuari del procés que tenen les altres aplicacions web en les diferents pestanyes. Això es fa, perquè un usuari pot crear diferents pestanyes i en aquestes, crear diferents processos de pestanya, cada pestanya té el seu propi cahé de cookies.
Per tot això, LCIE fa que només hi hagi un únic procés per cada pestanya que estigui oberta a un lloc web.